# Festuca pallens
Festuca pallens är en gräsart som beskrevs av Nicolaus Thomas Host. Festuca pallens ingår i släktet svinglar, och familjen gräs. Inga underarter finns listade i Catalogue of Life.

## Bildgalleri

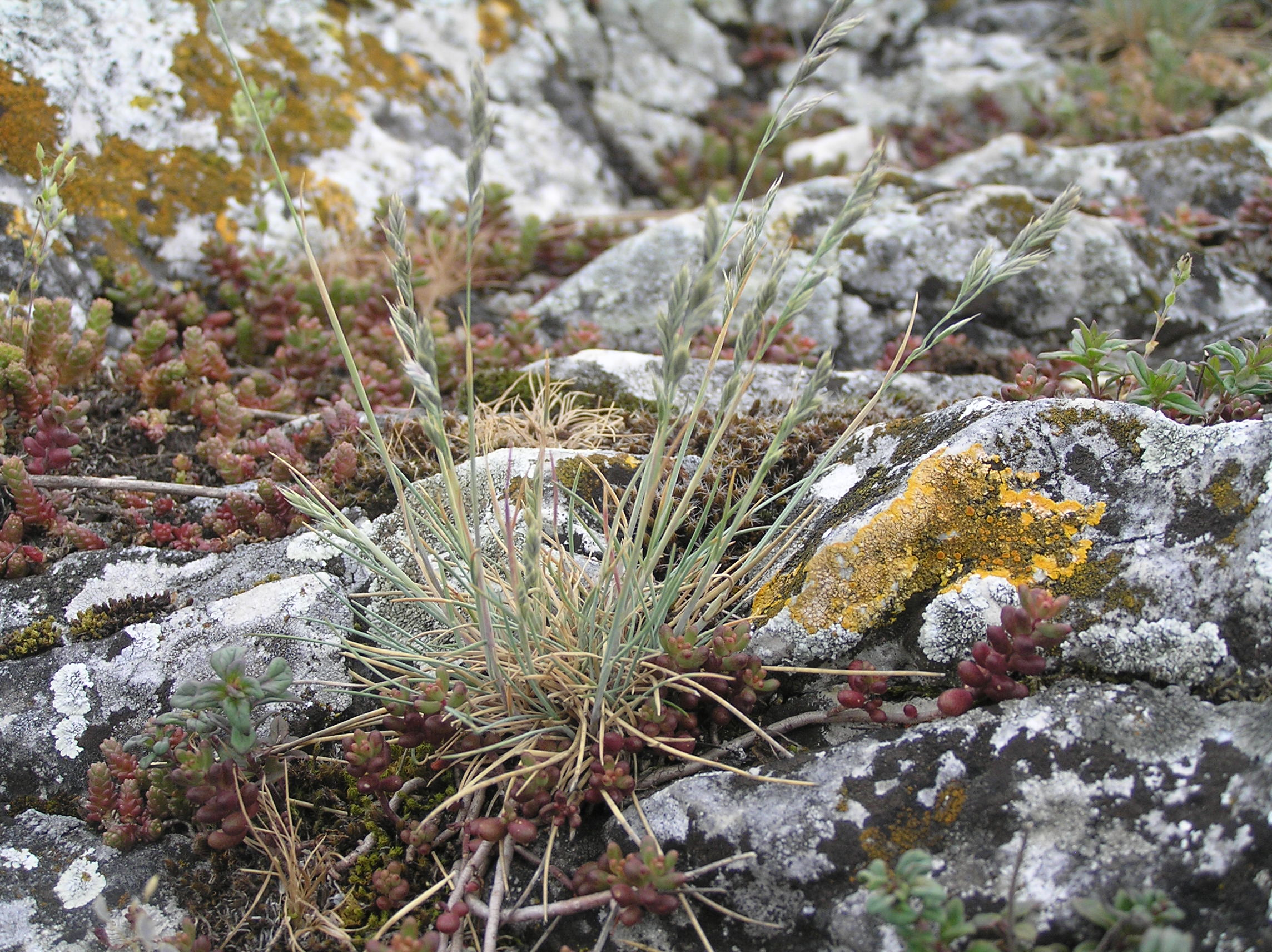
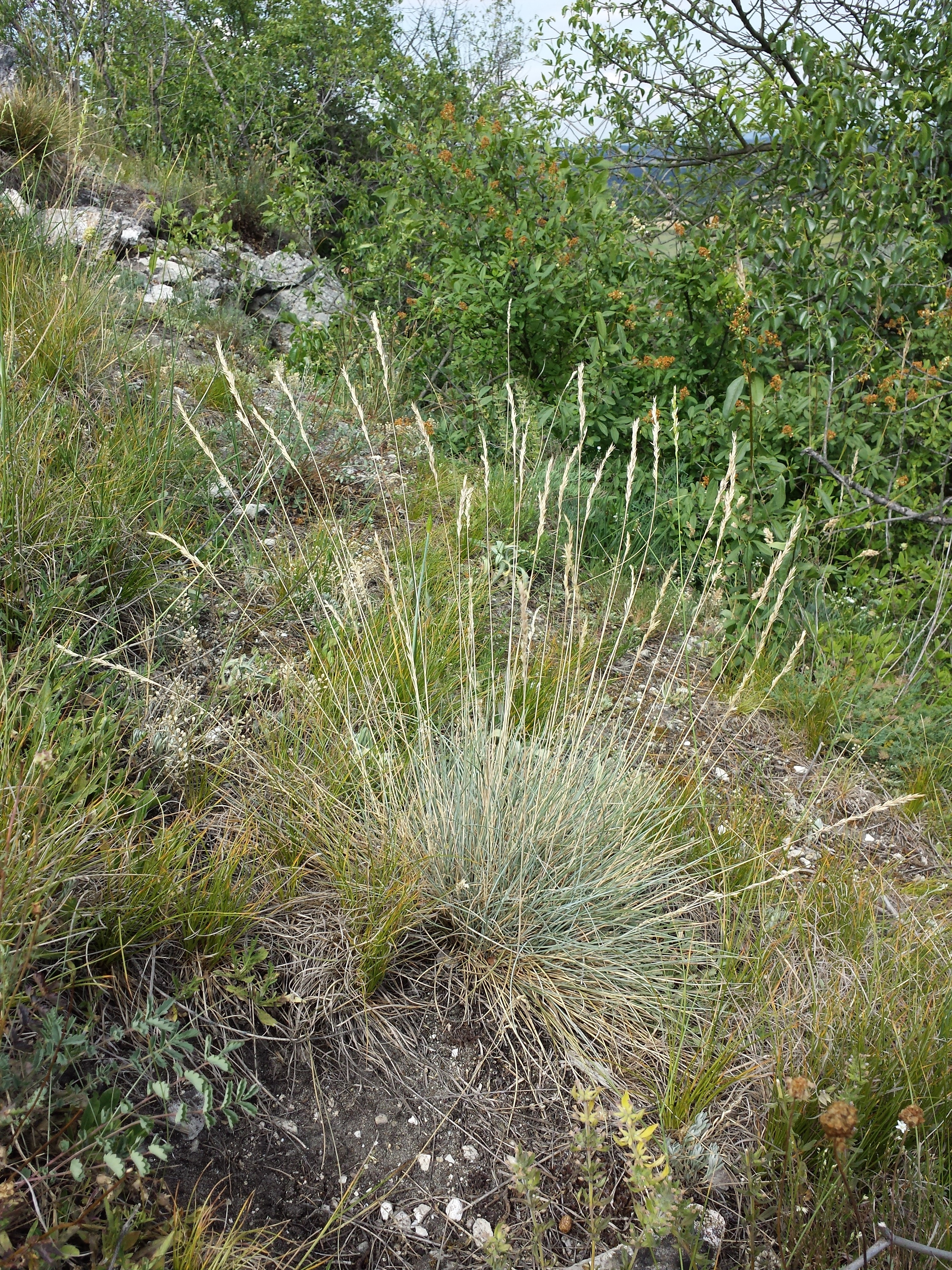